# 茜色少女
《茜色少女》是DandeLion與十文字共同製作的原創電視動畫，於2018年10月正式播出，同月推出相關手機遊戲，同時此作品亦是Animax開播20週年的紀念作。

## 故事簡介
故事發生於兩個不同的世界，主角土宮明日架與同屬「礦石無線電研究會」的其餘四位成員，於某天的下午四時四十四分進行傳聞中的儀式，卻無意中進入另一個世界；在這個世界中遇到明日架在此的分身，這個世界不同於五位成員所處的世界，是個四處均充斥著金黃色的沙子以及不少廢墟的世界。
不同世界間是依靠類似磁帶式播放器來進出，而送五位成員回原本世界後的分身明日架，卻意外地失去知覺；而成員們所屬世界的明日架暫時收留她居住一晚，待明天才回到另一個世界；而此時另一世界的某人卻出現在五位成員所處的世界中。

## 登場角色

### 礦石無線電研究會
主要角色群，以研究矿石收音机为主，同时探究在下午4:44通过使用收音机收听特定频道召唤出另一个世界的都市传闻，意外地发现了这是穿越到平行世界的方法。该主世界角色群所属的世界频率为633.0kHz。在其他平行世界也有相同的角色存在。
土宮明日架（Tsuchimiya Asuka，聲：黑澤朋世）
高中二年級學生。擁有開朗以及善良的性格。家中經營味噌生意。平時喜愛用竹輪來占卜。
燈中優（Tounaka Yū，聲：Lynn）
高中二年級學生，明日架的青梅竹馬。带有眼镜。性格較為理性。家中經營醫院。礦石無線電研究會會長。
米亞·希魯巴斯東（Mia Shirubāsutōn，聲：東山奈央）
礦石無線電研究會的後輩，高中一年級生。平時仰慕英雄類。性格優雅但柔弱，希望能变坚强。
七瀨奈奈（Nanase Nana，聲：小清水亞美）
高中二年級學生，自稱不是礦石無線電研究會成員，而被明日架稱為義工；最初加入Gal類的社團，但本身對Gal文化不感興趣而退出。在穿越到696.9kHz的世界时，意外觉醒成为“均衡者”，之后“严肃架”给予了变身装置。
森須克洛伊（Morisu Chloé，聲：井上麻里奈）
高中二年級學生，於法國出世的日裔學生。性格傾向於個人主義，對周圍事物不太感興趣。

### 均衡者
土宮明日架（聲：黑澤朋世）
在世界频率为655.1kHz的明日架，“均衡者”，在所属的世界对抗兔子般的怪物“杂音”的存在，也会穿越到其他世界消灭“杂音”。由于性格比较认真严肃，被主世界的明日架称为“严肃架”。
燈中優（配音：Lynn）
“均衡者”，经常给予主世界的主角群特定世界的频率让她们穿越过去，似乎十分喜欢主世界的明日架，所属世界频率仍为不明。性格更为开放和妖媚，所以被主世界的明日架称为“色色优”。与“严肃架”不和。

### 其他角色
土宫今日平（配音：桑岛法子）
明日架的弟弟。在多个世界中都是在明日架六岁左右失踪或身故。

## 术语
4：44仪式
都市传说，在下午4:44用收音机收听特定频率就能召唤另一个世界。实际上是一种特殊的穿越平行世界方法，每个平行世界都有特定的频率。主角群通常在一个神社的一棵神树进行的。
均衡者
“严肃架”等人的身份，拥有特殊装备穿越到不同平行世界和消灭怪物“杂音”。

## 電視動畫

### 製作人員
- 監督：玉村仁
- 系列監督：阿部雄一
- 系列構成、劇本：安川正吾
- SF設定：山本弘
- 角色設計：原田大基
- 次要角色設計：山本亮友、渡邊浩二、河島裕樹
- 總作畫監督：山本亮友
- 均衡器設計：平田亮
- 雜訊設計：森木靖泰
- 道具設計：今石進、渡邊浩二、高瀨沙耶香
- 色彩設計：野堀晴子
- 印象板：Brunet Stanislas
- 美術監督：伊藤友沙
- 美術設定：平澤晃弘
- 美術：草薙
- 攝影監督：佐藤敦
- 攝影：Studio Shamrock
- 編輯：長谷川舞
- 3DCG監督：武田秀明
- 音響監督：森下廣人
- BGM製作：KOHTA YAMAMOTO、成田旬
- 音樂製作：EXIT TUNES
- 動畫製作：Dandelion Animation Studio、十文字、Okuruto Noboru

### 主題曲
片頭曲
作詞：，作曲、編曲：小森茂生，主唱：MICHI
第1話用作片尾曲
片尾曲「坏掉的收音机」
作詞、作曲：德永英明，主唱：和島亞美

### 各話列表
| 話數 | 日文標題                            | 中文標題                 | 劇本     | 分鏡     | 演出     | 作畫監督 | 總作畫監督               |
| ---- | ----------------------------------- | ------------------------ | -------- | -------- | -------- | --- | ------------------------ |
| 1    | ～Ritual at 4:44～                  | 4點44分的儀式            | 安川正吾 | 玉村仁   | 玉村仁   | 渡邊浩二 | 山本亮友                 |
| 2    | 〜Another FRAGMENT〜                | 不同的世界               | 安川正吾 | 玉村仁   | 近藤一英 | 小川一郎、田中誠輝 | 河島裕樹                 |
| 3    | 〜The bride can't help it〜         | 在婚禮的鐘聲響起之前     | 安川正吾 | 阿部雄一 | 板庇迪   | 鎌田均 | 山本亮友                 |
| 4    | 〜The magnificent five. or eleven〜 | 荒野的五人或十一人       | 安川正吾 | 麥野     | 西島圭祐 | 沼田久美子、高木潤 | 山本亮友                 |
| 5    | 〜The hero in me〜                  | 英雄的條件               | 安川正吾 | 西澤晉   | 飯村正之 | 服部憲知 | 山本亮友 高木潤 河島裕樹 |
| 6    | 〜Alone in the island〜             | 一個人的島               | 安川正吾 | 池田重隆 | 前屋俊廣 | 永井泰平、桝井一平 鈴木伸一 | 山本亮友 高木潤 河島裕樹 |
| 7    | Tu n'es pas seule.                  | 你不是一個人             | 安川正吾 | 福田道生 | 板庇迪   | 渡邊浩二、丹澤學 、Yi Si Yao Zhou Jie、He Na Zheng Hong Xu、佐藤藍子                                                            | 山本亮友 高木潤 河島裕樹 |
| 8    | 〜Asuka and ASUKA〜                 | 明日架與ASUKA            | 安川正吾 | 大嶋博之 | 玉村仁   | 渡邊浩二、門智昭 福島豐明、粟井重紀 Yin Si Yao、Zhou Jie Zheng Hong Xu、櫻井司 齊藤大輔、黑木流 山本亮友                        | 山本亮友                 |
| 9    | 〜Facing TWILIGHT〜                 | 近在眼前的黃昏           | 安川正吾 | 森健     | 高村雄太 | 阿部可奈子、金城優 小澤宏貴、小夏華 Nyuki Ikyun、Shen Fei Yin Si Yao、Zhou Jie Zheng Hong Xu                                    | 河島裕樹 山本亮友        |
| 10   | 〜Liars' party〜                    | 說謊者的宴會             | 安川正吾 | 池田重隆 | 前屋俊廣 | 清水惠藏、山本径子 川口弘明、安齋佳恵 野上慎也                                                                                  | 山本亮友                 |
| 11   | 〜You〜                             | 優等生                   | 安川正吾 | 阿部雄一 | 板庇迪   | 渡邊浩二、齊藤大輔 Yin Siyao、Zhou Jie Theng Hong Xu、Liu Yunliu Huang Feng、Yang Guofu Feng Yongxu、Than Yuanjian Chen Liang   | 山本亮友                 |
| 12   | 〜After the twilight falls〜        | 終將迎來黃昏的天空的彼端 | 安川正吾 | 大沼心   | 玉村仁   | 渡邊浩二、齊藤大輔 Yang Guofu、Yang Tongcheng Huang Feng Tang、Yuanjian Chen Liang 越久昇、谷川政輝 竹知仁美、河島裕樹 山本亮友 | 山本亮友                 |

### 播放電視台
日本深夜動畫：下文記載的日本国内播放時間使用日本標準時間（UTC+9）表示。因為部分時間标识會採用30小时制，因此請留意这类超过24:00的时间，其實際播放時間為翌日清晨。
| 播放地區   | 播放電視台 | 播放日期       | 播放時間          | 所屬聯播網 | 備註                 |
| ---------- | ---------- | -------------- | ----------------- | ---------- | -------------------- |
| 東京都     | TOKYO MX   | 2018年10月1日- | 星期一 22時30分－ | 獨立UHF局  |                      |
| 近畿廣域圈 | YTV        | 2018年10月1日- | 星期一 26時29分－ | NNN        | 第4話播放時間為26:34 |
| 日本全國   | AbemaTV    | 2018年10月1日- | 星期一 23時00分－ |            |                      |

## 遊戲版
2018年9月10日，開放遊戲事前登錄活動。 2018年10月開始配信。

### STAFF
- 劇本原案：打越鋼太郎
- 角色原案：桂正和
- 概念藝術、角色原案：淺田弘幸
- 主題歌作曲：伊藤賢治
- 音樂製作人：Ryu☆

### CAST
- 凪：坂本真綾
- 土宮明日架：黑澤朋世
- 燈中優：Lynn
- 米亞·西爾弗斯通：東山奈央
- 七瀨奈奈：小清水亞美
- 森須克洛艾：井上麻里奈
- 幸愛：悠木碧
- 莉佳：西田望見
- 玲：茅野愛衣
- 麻耶：白石晴香

## 外部連結
- 動畫官網 （页面存档备份，存于）（日語）
- 遊戲官網 （页面存档备份，存于）（日語）